# Luge als Jocs Olímpics d'hivern de 2014 - Parelles masculines
Als Jocs Olímpics d'Hivern de 2014 celebrats a la ciutat de Sotxi (Rússia) es disputà una prova de luge en categoria de parelles masculina que formà part del programa oficial dels Jocs.
La competició tingué lloc entre el dia 12 de febrer de 2014 a les instal·lacions esportives del Sliding Center Sanki.

## Calendari
Els temps són UTC+04:00.
| Data         | Temps | Mànega   |
| ------------ | ----- | -------- |
| 12 de febrer | 18:15 | Mànega 1 |
| 12 de febrer | 19:45 | Mànega 2 |

## Resum de medalles
| Or                                 | Argent                                  | Bronze                          |
| AlemanyaTobias Arlt · Tobias Wendl | ÀustriaAndreas Linger · Wolfgang Linger | LetòniaAndris Šics · Juris Šics |

## Resultats
| Rànq.  | Dorsal | Nom                                   | CON           | Cursa 1 | Pos. | Cursa 2 | Pos. | Total    | Temps  |
| ------ | ------ | ------------------------------------- | ------------- | ------- | ---- | ------- | ---- | -------- | ------ |
| Or     | 4      | Tobias Wendl Tobias Arlt              | Alemanya      | 49.373  | 1    | 49.560  | 1    | 1:38.933 | —      |
| Argent | 2      | Andreas Linger Wolfgang Linger        | Àustria       | 49.685  | 2    | 49.770  | 2    | 1:39.455 | +0.522 |
| Bronze | 9      | Andris Šics Juris Šics                | Letònia       | 49.880  | 5    | 49.910  | 3    | 1:39.790 | +0.857 |
| 4      | 1      | Tristan Walker Justin Snith           | Canadà        | 49.857  | 4    | 49.983  | 6    | 1:39.840 | +0.907 |
| 5      | 12     | Alexandr Denisyev Vladislav Antonov   | Rússia        | 49.936  | 6    | 50.013  | 7    | 1:39.949 | +1.016 |
| 6      | 10     | Christian Oberstolz Patrick Gruber    | Itàlia        | 49.976  | 7    | 50.043  | 8    | 1:40.019 | +1.086 |
| 7      | 7      | Ludwig Rieder Patrick Rastner         | Itàlia        | 50.064  | 8    | 49.975  | 5    | 1:40.039 | +1.106 |
| 8      | 8      | Toni Eggert Sascha Benecken           | Alemanya      | 50.274  | 10   | 49.944  | 4    | 1:40.218 | +1.285 |
| 9      | 3      | Vladislav Yuzhakov Vladimir Makhnutin | Rússia        | 50.068  | 9    | 50.269  | 10   | 1:40.337 | +1.404 |
| 10     | 18     | Oskars Gudramovičs Pēteris Kalniņš    | Letònia       | 50.388  | 12   | 50.074  | 9    | 1:40.462 | +1.529 |
| 11     | 6      | Christian Niccum Jayson Terdiman      | Estats Units  | 50.354  | 11   | 50.591  | 13   | 1:40.945 | +2.012 |
| 12     | 13     | Marián Zemaník Jozef Petrulák         | Eslovàquia    | 50.548  | 13   | 50.409  | 12   | 1:40.957 | +2.024 |
| 13     | 5      | Lukáš Brož Antonín Brož               | Txèquia       | 50.665  | 15   | 50.387  | 11   | 1:41.052 | +2.119 |
| 14     | 16     | Matthew Mortensen Preston Griffall    | Estats Units  | 50.637  | 14   | 51.066  | 14   | 1:41.703 | +2.770 |
| 15     | 14     | Patryk Poreba Karol Mikrut            | Polònia       | 51.010  | 17   | 51.170  | 15   | 1:42.180 | +3.247 |
| 16     | 15     | Marek Solčanský Karol Stuchlák        | Eslovàquia    | 50.904  | 16   | 51.481  | 18   | 1:42.385 | +3.452 |
| 17     | 19     | Oleksandr Obolonchyk Roman Zakharkiv  | Ucraïna       | 51.795  | 19   | 51.233  | 16   | 1:43.028 | +4.095 |
| 18     | 17     | Park Jin-Yong Cho Jung-Ming           | Corea del Sud | 51.643  | 18   | 51.475  | 17   | 1:43.118 | +4.185 |
| 19     | 11     | Peter Penz Georg Fischler             | Àustria       | 49.793  | 3    | 54.252  | 19   | 1:44.045 | +5.112 |